# Ne procedat iudex ex officio
"Ne procedat iudex ex officio" (alla lettera: 'il giudice non proceda d'ufficio') è un brocardo che esprime un principio, risalente al diritto romano, applicato anche negli ordinamenti giuridici odierni: il principio della domanda, corollario del più generale principio dispositivo.

## Oggetto
Secondo il principio, il processo può essere avviato dal giudice solo su richiesta di una parte, che nel processo civile prende il nome di attore, la quale esercita in tal modo l'azione nei confronti dell'altra parte, detta convenuto nel processo civile. Lo stesso principio è, infatti, espresso dal brocardo "nemo iudex sine actore" (alla lettera: 'nessun giudice senza attore'). Nell'ordinamento italiano un'enunciazione la si può trovare nell'art. 99 del Codice di procedura civile che recita: "Chi vuol far valere un diritto in giudizio deve proporre domanda al giudice competente".
Il principio trova applicazione anche nel processo penale, se questo può essere avviato solo su iniziativa dell'accusa, che esercita l'azione penale nei confronti dell'accusato. È ciò che avviene laddove si segue il sistema accusatorio, come in Italia; al contrario, il sistema inquisitorio, nella sua forma pura, è caratterizzato dall'avvio del processo da parte dello stesso giudice, che esercita alcuni poteri in via diretta (iussu iudicis).
Non è in contrasto con il principio la scelta dell'ordinamento di attribuire o addirittura riservare ad un organo pubblico l'esercizio dell'azione, per motivi di interesse pubblico, sempre che tale organo sia distinto dal giudice. L'esempio emblematico è quello del pubblico ministero che negli ordinamenti odierni esercita l'azione penale e, in alcuni di essi, può talvolta esercitare anche l'azione civile.